# Irina Fetissova
Pour l’article homonyme, voir Irina Fetissova pour la rameuse d'aviron.
Irina Andreïevna Fetissova (en russe : Ирина Андреевна Фетисова) est une joueuse de volley-ball russe née le 7 septembre 1994 à Valladolid (Espagne). Elle mesure 1,90 m et joue au poste de centrale. Elle totalise 81 sélections en équipe de Russie. Son père Andrei Fetisov est un ancien joueur russe de basket-ball.

## Biographie
Elle obtient sa première sélection le 1er août 2014 à Ankara contre les États-Unis.

## Clubs
| Club                  | De        | À         |
| --------------------- | --------- | --------- |
| Leningradka-2         | 2009-2010 | 2010-2011 |
| Zaretchie Odintsovo-2 | 2011-2012 | 2011-2012 |
| Zaretchie Odintsovo   | 2012-2013 | 2014-2015 |
| Dinamo Moscou         | 2015-2016 | …         |

## Palmarès

### Équipe nationale
- Championnat d'Europe
  - Vainqueur : 2015.
- Grand Prix mondial
  - Finaliste : 2015.

### Clubs
- Challenge Cup
  - Vainqueur : 2014.
- Championnat de Russie
  - Vainqueur : 2016, 2017, 2018, 2019.
- Coupe de Russie
  - Vainqueur : 2018.
  - Finaliste : 2016, 2019.
- Supercoupe de Russie
  - Vainqueur : 2017, 2018.
  - Finaliste : 2019.

### Distinctions individuelles
- Championnat du monde de volley-ball féminin des moins de 20 ans 2013: Meilleure centrale[3].
- Grand Prix mondial de volley-ball 2014 : Meilleure centrale[4].